# 陳涛 (歌手)
陳 涛（チェン・タオ、1972年12月15日 - ）は、日本で活動していた中国人の元歌手、タレント。NHK『中国語会話』アシスタントとして活躍したことで、日本でも広く知られるようになった。プランニング オフィス ウェディア社に所属していた。

## 人物・来歴
北京市出身。1992年、中国戯曲学院を卒業し、歌手としてデビュー。ちなみに、『中国語会話』アシスタントを陳涛から継いだ京劇俳優の盧思も、同学院の卒業生である。
翌1993年に来日。日本でリポーター・ナレーターとして地道に活動を続ける。
2000年度に『中国語会話』アシスタントとなり、翌年度も担当した。明るく、はきはきしたキャラクターでお茶の間に親しまれ、引退前には歌手としてののどを披露した。その際に共演したはなと親しくなった。また、番組の音楽コーナー担当だった馬驊（マー・ホァー）に誘われ、彼が会社を設立した際にその所属タレントとなり、活動を続けていた。
2008年、日本での活動に区切りをつけ帰国。その後は、日本でも活動する歌手alanの中国でのマネージャーを務めている。2011年には3年ぶりに月刊誌『中国語ジャーナル』のCDナレーターに復帰した。

## 過去の活動
- 『中国語会話』(NHK教育テレビ　2000~2002年度)
- 『中国語講座』（NHKラジオ。テレビ講座引退後もネイティブゲストやスキットの声などを担当）
- 『中国語ジャーナル』（アルク刊 付録CDのナレーション等）

## 音楽活動
- 映画『T.R.Y.』(2003年)の挿入歌・エンディング曲のボーカル担当
- オレンジレンジ 2ndシングル『上海ハニー』のカップリング曲「上海ハニー～上海style～」の中国語曲歌詞の作詞・ボーカル担当
- その他、日本人歌手の中国語歌唱の発音指導等を数多く手がけ、その経験が現在のマネージメントの仕事に生かされている。